# 西武401系電車 (初代)

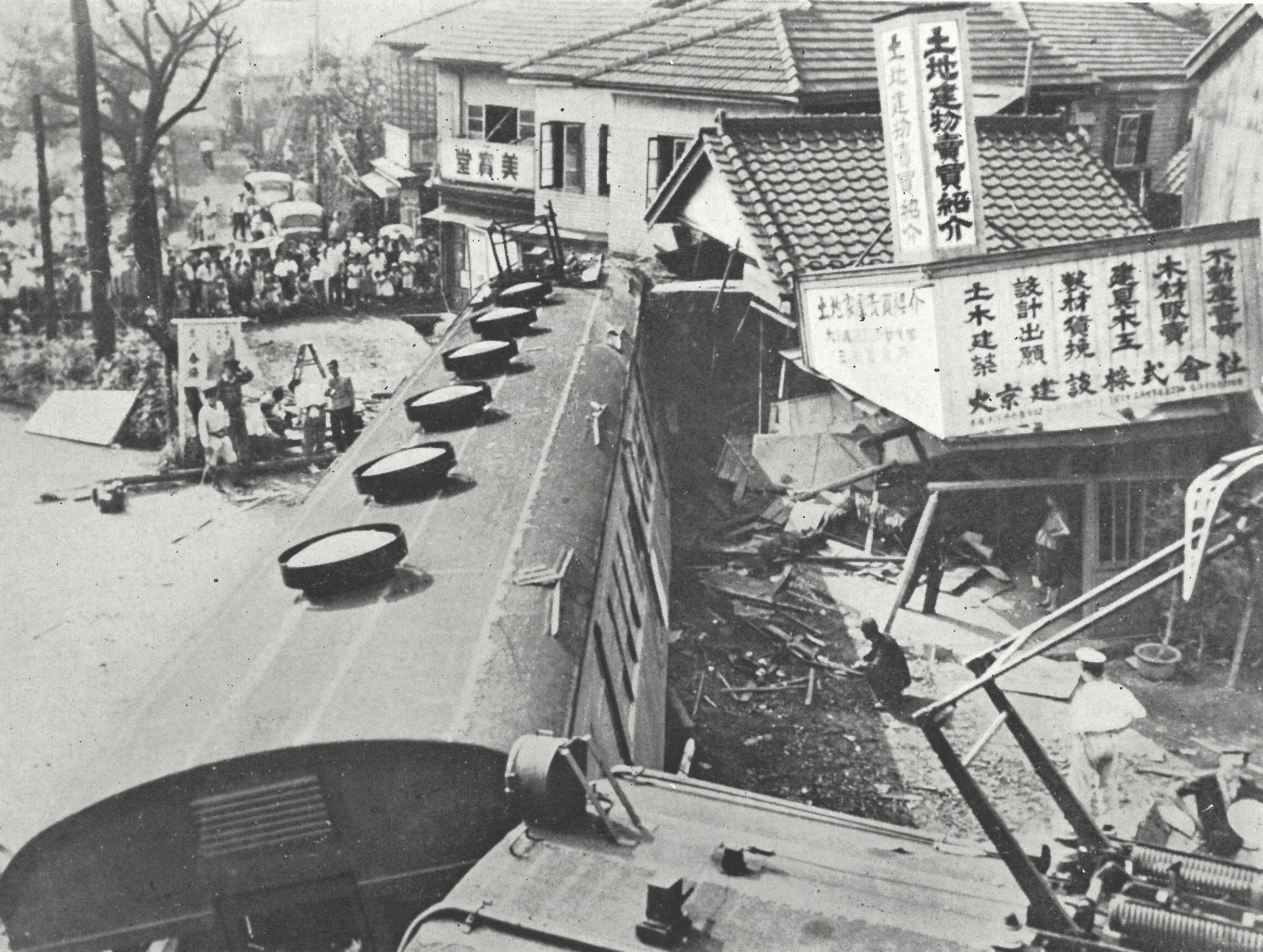
三鷹事件
（画像右下2両目が本系列の種車となったモハ63057）

西武401系電車（せいぶ401けいでんしゃ）は、かつて西武鉄道に在籍した通勤形電車。日本国有鉄道（国鉄）より払い下げを受けた63系（ロクサン形）をルーツとする系列である。

## 概要
終戦直後の買出し等に伴う利用客激増と、それと比例するかのような整備不良・補修部品不足による車両故障の多発に鉄道事業者各社は頭を悩ませていた。そのような状況を鑑み、運輸省鉄道軌道統制会（のち鉄道車輌統制会）は1946年（昭和21年）以降国鉄向けに大量生産された63系モハ63形を私鉄向けにも割り当て、逼迫する輸送事情の改善を図ることとした。
割り当て対象事業者に含まれることとなった西武にはモハ63形2両が入線した。しかし、当時の西武は地上設備の都合上20m級車体の大型車の入線が不可能な状況であり、加えて63系割り当てに伴う在来車の地方私鉄への供出を嫌ったことから、同割り当てを辞退した上で代替車として国鉄モハ50形50118・50012の2両を借り入れ、後にモハ311形317・318として正式に払い下げを受けるに至った。そのため、西武には私鉄向け割り当て車としての63系は入線していない。
しかし、後年車体長20m級の車両の入線が可能となった後には、国鉄より土砂崩れ事故で被災大破したモハ63024、三鷹事件の被災車両モハ63057、車両火災によって焼損したモハ63470の3両の払い下げを受けている。それらを1953年（昭和28年）3月から翌1954年（昭和29年）3月にかけて、西武傘下の復興社所澤車両工場（後の西武所沢車両工場）にて復旧の上順次導入したものが本系列である。
なお、これらは制御電動車（モハ）1両・制御車（クハ）2両として復旧され、モハが1両不足したことから、1956年（昭和31年）9月に同形態のモハを所沢車両工場で新製し、2両編成2本を形成した。

## 仕様
客用扉を片側4箇所有する半鋼製車体の20m車で、深い屋根や切妻形状の前面といった63系の特徴をそのまま継承している。ただし、復旧に際して前面幕板部の通風口および運行番号表示窓が埋め込み撤去され、側窓は2段窓とされたことから原形とは若干印象が異なっていた。
ベンチレーターはグローブ型で、63系の特徴であるサイドカバーが直立した構造のものをそのまま装備した。ただし、クハへ改造された車両の旧パンタグラフ台座付近に増設されたベンチレーターのみはサイドカバーの上縁が内側へ折り曲げられた標準仕様のものとされている。
主要機器については自社ストック品、および別途国鉄より払い下げを受けた制式機器に換装された。主電動機はMT30、主制御器は電空カム軸式CS5、制動装置はA動作弁を使用したAMA自動空気ブレーキ、台車はモハはペンシルバニア形ペデスタル式TR25、クハは釣り合い梁式TR11をそれぞれ装備する。パンタグラフは従前通り、PS13をモハの先頭部寄りに1基搭載する。
竣功当初は制御電動車(Mc)がモハ401形402（初代）を、制御車(Tc)がクハ1421形1421・1422（いずれも初代）を称した。

## 導入後の変遷

### モハ401の増備・制御車の改番
前述のように払い下げを受けたのは3両であり、それらをモハ1両・クハ2両として復旧したことから、不足するモハを補充する形で1956年（昭和31年）9月にモハ401（初代）が増備された。
モハ401は他の3両と極力仕様を揃えて新製され、4扉半鋼製車体という同様の特徴を有するものの、屋根部の断面形状は当時新製されていた最新型車両501系初期車と同一とされ、それに伴って車体高にも変化が生じているため、他の3両とは印象が異なる。ベンチレーターはグローブ型であるものの、サイドカバーの上縁が内側へ折り曲げられた標準仕様のものに変更されている。なお、主要機器はモハ402と同一であるが、台車のみ釣り合い梁式TR22(DT11)に変更された。
また、前述の通り本系列の制御車はクハ1421形を称していたが、クハ1411形の増備に伴って1955年（昭和30年）4月にクハ1451形（初代）1451・1452と改称・改番されたのち、さらに翌1956年（昭和31年）8月にはクハ1451（初代）がクハ1401形（2代）1401に、同年9月にクハ1452（初代）がクハ1402（2代）にそれぞれ改称・改番された。

### 空気ばね台車の試用
1958年（昭和34年）2月より、モハ401形の台車を試作型空気ばね台車に換装し、実用試験が実施された。この台車はTR25をベースに枕ばね部を従来の4連板ばねからベローズ式空気ばねへ改造したもので、後年の空気ばね台車では常識的な装備とされているボルスタアンカーが省略されているほか、新設された空気ばね用のエアタンクを台車枠側面に搭載するという特異な外観を呈していた。
なお、モハ401・402とも台車換装と同時に主電動機をMT15系に換装され、MT30を501系の新製に際して提供している。
本系列で試用された空気ばね仕様TR25の運用実績を基に、1961年（昭和36年）より501系モハ501形が装備する台車の空気ばね化改造が実施されたが、同改造に際してはエアタンクの車体側搭載化およびボルスタアンカーの追加といった改良が加えられている。1962年（昭和37年）4月には本系列が装備する試作台車に対しても、エアタンクの撤去並びにボルスタアンカーの追加等の再改造が施工され、量産型空気ばね化改造台車と仕様が統一された。

### 晩年
1964年（昭和39年）1月に制御電動車(Mc)の形式記号がモハからクモハへ一斉変更されたことを受け、本系列の制御電動車もクモハ401・402と改称され、車体塗装もディープラズベリーとサンドベージュの二色塗りのいわゆる「赤電」塗装に変更された。その他、ATSの整備および列車無線の搭載・車内扇風機の新設等が実施されている。
導入後の本系列は新宿線系統に配属され、主に新宿線や国分寺線で運用された。しかし、当時の西武における保有車両の大半が3扉構造の車両であったことから、唯一4扉構造の異端車である本系列は、編成の長大化に伴って次第に運用上厄介な存在と化していった。
後年は国分寺線・上水線（現・拝島線）等の支線区における運用が主となり、さらに1967年（昭和42年）9月30日付で状態の悪かったクモハ402・クハ1402が廃車解体された。編成相手を失ったクモハ401とクハ1401は、クハを車番はそのままに偶数向きへ方向転換を実施し、新たに2両編成を組んだものの、1971年（昭和46年）4月にはクハ1401も廃車となり、同車の廃車をもって西武におけるモハ63形を出自とする車両は全廃となった。
残るクモハ401は、クハ1411形1431を車番はそのままに偶数向きへ方向転換を実施した上で新たな編成相手とし、最晩年は多摩湖線国分寺 - 萩山間における区間運用専用編成として運用された。しかし、同路線の輸送力増強に伴い20m車の2両編成では収容力不足となり、車齢18年を経過して各部の老朽化が進行し修繕時期を迎えつつあったことから、1973年（昭和48年）6月に編成相手のクハ1431とともに廃車となって本系列は形式消滅した。

## 車歴
| 車番      | 竣功      | 旧番 （モハ63形当時） | 改番         | 改番         | 廃車      | 備考                                                      |
| 車番      | 竣功      | 旧番 （モハ63形当時） | 竣功時       | 1955年4月    | 廃車      | 備考                                                      |
| --------- | --------- | --------------------- | ------------ | ------------ | --------- | --------------------------------------------------------- |
| クモハ401 | 1956年9月 | -                     | -            | -            | 1973年6月 | 所沢車両工場製の純新車                                    |
| クモハ402 | 1953年3月 | モハ63024             | -            | -            | 1967年9月 |                                                           |
| クハ1401  | 1953年3月 | モハ63057             | クハ1421 (I) | クハ1451 (I) | 1971年4月 | クハ1401への改番は1956年8月、1967年10月以降偶数向きに方転 |
| クハ1402  | 1954年3月 | モハ63470             | クハ1422 (I) | クハ1452 (I) | 1967年9月 | クハ1402への改番は1956年9月                               |